# San Bartolomé Perulapía
San Bartolomé Perulapía è un comune del dipartimento di Cuscatlán, in El Salvador.